# Theridion urucum
Theridion urucum là một loài nhện trong họ Theridiidae.
Loài này thuộc chi Theridion. Theridion urucum được Herbert Walter Levi miêu tả năm 1963.